# 徳川宗勝
徳川 宗勝（とくがわ むねかつ）は、尾張徳川家の尾張藩第8代藩主。御連枝川田窪松平家第2代当主、高須藩第3代藩主でもあった。
御連枝・松平友著（徳川光友の十一男）の長男で、母は側室の湯本氏（繁、円珠院）。尾張徳川家第4・6・7代当主である吉通・継友・宗春兄弟の従弟に当たる。正室は第4代藩主・徳川吉通の次女・三姫（宝蓮院）。側室は倉林氏（すめ・寿光院）・馬場氏（とせ・清光院）・寺嶋氏（そよ・仙宥院）と多数。

## 生涯

### 尾張藩主就任以前
幼少時は祖母の縁者・鈴木重兵衛のもとで養育された。その後も低身分の役人の下で幼年期や青年期を過ごした。幼名は代五郎、のち友相（ともすけ）、友淳（ともあつ）と名を改め、享保17年（1732年）、尾張藩の支藩・高須藩の松平義孝の養嗣子となってその跡を継いだ。高須藩時代は松平義淳（まつだいら よしあつ）と名乗る。しかし、元文4年（1739年）正月13日、尾張藩主であった従兄の宗春が将軍・徳川吉宗によって強制的に隠居させられると、その跡を継いだ（厳密には宗春の養子となったわけではなく、一旦収公された藩領を宗勝に下す形で尾張藩を継いだ）。高須藩主は三男の松平義敏が継いだ。のち将軍・吉宗から偏諱の授与を受けて宗勝と改名する。

### 尾張藩主就任後
この頃、宗春の放漫財政によって尾張藩の財政窮乏化は深刻化していた。このため藩主となった宗勝は、藩財政再建を主とした藩政改革を試みる。自ら倹約を率先して行い、領民を苦しめないために増税を行なわないという、いわゆる緊縮財政政策を採用したのだが、これが成功して藩財政は再建されることとなった。ただしこれには、先代・宗春の頃に築かれていた基盤があってこそという意見もある。
ともあれ宗勝が名君であったのは明らかで、布施蟹養斎を登用して藩校・明倫堂の前身となる学問所を創設、さらに様々な文化的書物の編纂の他、刑法の整備などもおこなっている。刑法の整備においては寛容な一面がある一方、盗賊取締りのために死刑制度を復活させるなどの厳しい一面もあった。
先代藩主に宗春がいたためか、宗勝の影は薄いが、尾張藩の名君の一人とされる。
宝暦11年（1761年）6月22日、57歳で死去し、跡を次男の徳川宗睦が継いだ。
15男11女という子宝に恵まれた人物であり、八男・竹腰勝起の三男井上正瀧を通じて、藩祖・義直の男系子孫が現在も続いている。さらに五男・松平勝当を通じて、現在の徳川宗家に血脈を伝えている。

## 官職および位階等の履歴
※日付＝旧暦
- 1726年（享保11）12月16日、従五位下に叙し、但馬守に任官。
- 1732年（享保17）5月、美濃国高須藩主松平義孝の養子となる。6月、同藩主となる。
- 1733年（享保18）12月8日、左近衛権少将に転任。但馬守兼任如元。
- 1739年（元文4）1月13日、尾張国名古屋藩主となる。2月3日、従三位に昇叙し、右近衛権中将に転任。右兵衛督を兼任。また、将軍徳川吉宗の名の一字を賜り、宗勝と改める。それまでは義淳を名乗る。
- 1740年（元文5）12月1日、権中納言に転任。
- 1761年（宝暦11）6月22日、薨去。法名：賢隆院殿恩譽慈性源戴大居士。墓所：名古屋市東区筒井の徳興山建中寺。

## 系譜
- 父：松平友著
- 母：湯本氏（繁、円珠院）
- 正室：三姫（宝蓮院、徳川吉通の娘、生母清水院）
  - 長男：萬彌（享保15年（1730年）3月15日 - 享保17年（1732年）10月14日：玉泡院）
- 側室：お嘉代の方（英巌院、一色氏の娘）
  - 長女：房姫（島津宗信婚約者）
  - 次男：徳川宗睦（尾張藩主）
  - 六男：松平勝長[2]
- 側室：お登世の方（清光院、馬場氏の娘）
  - 三男：松平義敏（秀之助・中務大輔、高須藩主）
  - 三女：豊姫（上杉重定正室・蔡香院）
  - 五男：松平勝当（幸之丞・弾正大弼、高須藩主・松平義裕養子）
  - 十一男：内藤頼多（弥門・勝邦、内藤頼由養子、至養院）
- 側室：お津屋の方（妙観院）
  - 七男：松平勝綱（鉄之丞、夭折・得性院）
  - 八男：竹腰勝起（亀也・勝紀、今尾藩主、家臣竹腰正武養子、映徳院）
  - 五女：邦姫（島津宗信婚約者、浅野重晟正室、智岳院）
- 側室：おすめの方（寿光院、倉林氏の娘）
  - 十男：井上正国（直之丞・勝斯、高岡井上正森養子）
- 側室：お留屋の方（利光院）
  - 七女：品姫（松平重昌婚約者、水戸支流松平頼前正室・瓊樹院）
- 側室：得船院
  - 八女：恭姫（初め季姫）（譲子）（九条道前室）
  - 九女：陽姫（浅野重晟継室・源広院）
- 側室：寺島氏
  - 十二男：松平勝鷹（政之丞・夭折・随円院）
- 側室：寺嶋そよ（仙宥院）
  - 十四男：内藤政脩（徳十郎・睦精、内藤政陽養子、尚徳院）